# Praia Fluvial de Valhelhas

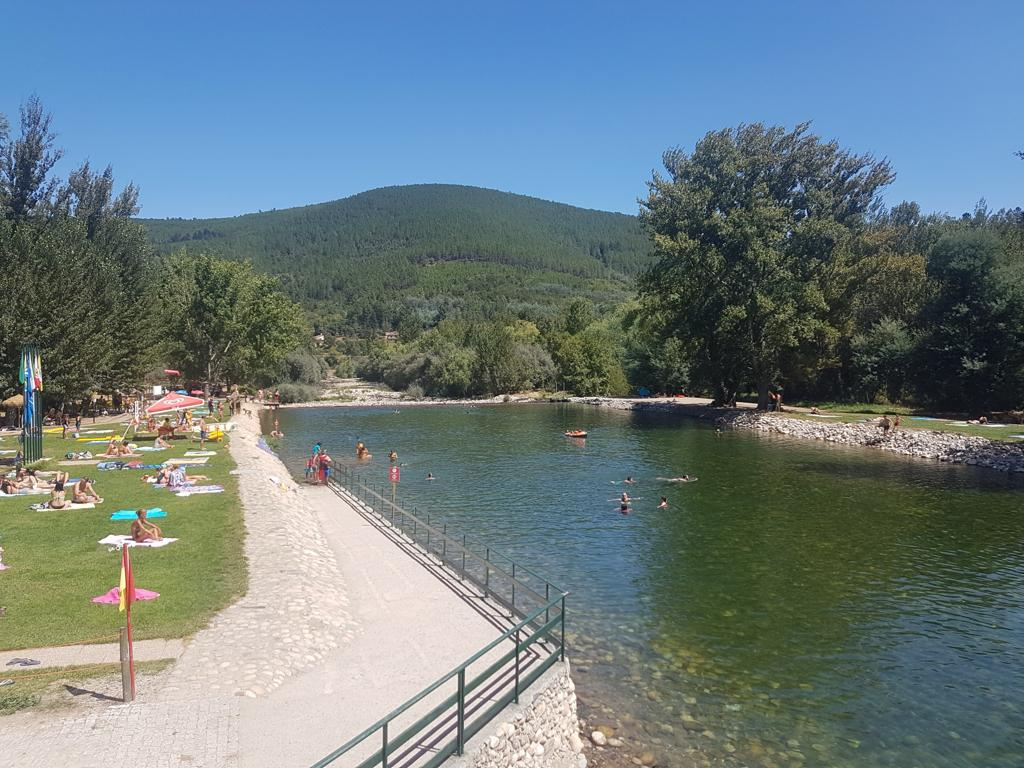
Praia fluvial de Valhelhas (Praia Fluvial do Rossio)

A praia fluvial de Valhelhas, também conhecida como Praia Fluvial do Rossio, é uma zona balnear criada artificialmente. Esta praia de bandeira azul insere-se no Parque Natural da Serra da Estrela e é banhada pelas águas do rio Zêzere.

## Localização
Valhelhas é uma aldeia situada na região centro de Portugal que fica a 23 quilómetros da Guarda, Município e Distrito à qual pertence. A praia fluvial de Valhelhas situa-se a aproximadamente 500 metros do centro da vila.
A mesma insere-se no Parque Natural da Serra da Estrela que foi o primeiro parque natural a ser criado em Portugal e é atualmente a maior área protegida portuguesa, sendo habitat para uma grande variedade de espécies de fauna e flora.

## Turismo

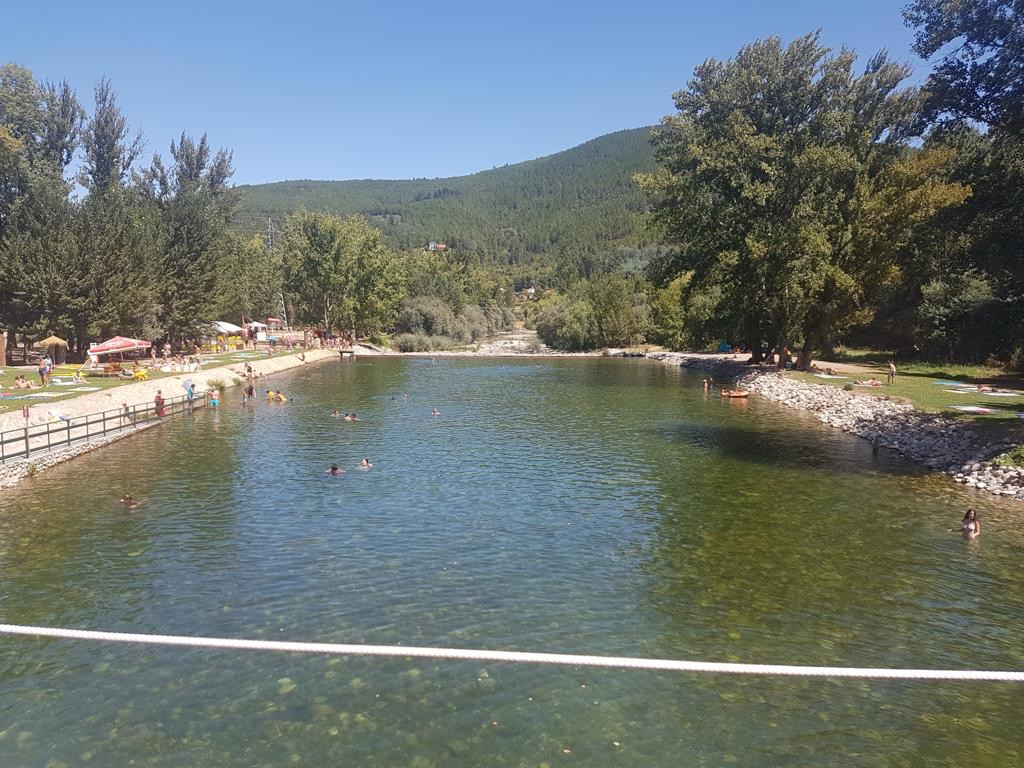
Praia fluvial de Valhelhas (Praia Fluvial do Rossio)

A época balnear desta praia fluvial é de julho a agosto, altura em que a mesma recebe o maior número de turistas em todo o ano, destacando-se os emigrantes portugueses.

## Características
A praia fluvial de Valhelhas encontra-se inserida numa zona de lazer constituída por um parque de merendas e o parque de campismo de Valhelhas. Esta é também constituída por duas zonas de relvado nas margens do rio e da zona de banhos que é possível atravessar através da ponte pedonal. A praia  dispõe ainda de um estacionamento pago, estando isentos do pagamento os moradores da aldeia.
O rio Zêzere, que banha esta praia fluvial, é o segundo maior rio português. O mesmo nasce na Serra da Estrela e desagua em Constância onde conflui com o rio Tejo.

## Infraestruturas da praia

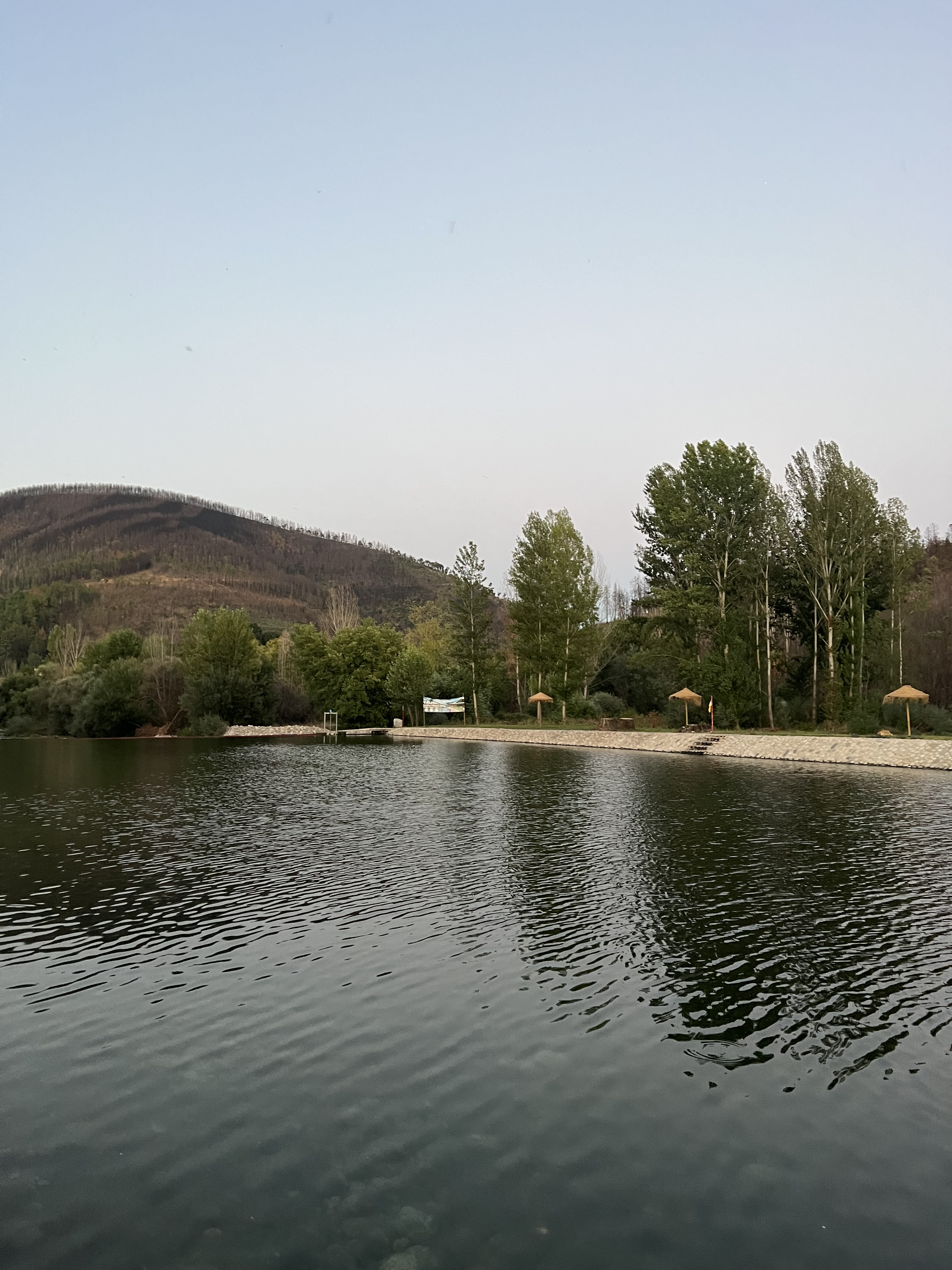
Praia fluvial de Valhelhas (Praia Fluvial do Rossio)

- Acesso rampeado à praia fluvial e à respetiva zona de banhos[1]
- Balneários[1]
- Bares com esplanada[1]
- Caixotes de lixo[1]
- Casa de banho adaptada[1]
- Chuveiros[7]
- Ecoponto[1]
- Parque infantil[1]
- Passadiços nas zonas de circulação[3]
- Posto de vigia[1]
- Primeiros socorros[7]
- Zona de merendas[7]
- Zona de estacionamento[1]